# The Best of Sixpence None the Richer
The Best of Sixpence None the Richer è il primo greatest hits della band statunitense Sixpence None the Richer, pubblicato nel 2004.

## Tracce

### Versione Statunitense
1. "Loser Like Me" – 3:35
2. "Us" – 4:24
3. "Too Far Gone" – 6:39
4. "The Ground You Shook" – 4:20
5. "Kiss Me" – 3:30
6. "Breathe Your Name" – 3:58
7. "Melody Of You" – 4:52
8. "Dancing Queen" (Stig Anderson, Benny Andersson, Björn Ulvaeus) – 4:04
9. "Don't Dream It's Over" (Neil Finn) – 4:04
10. "There She Goes" (Lee Mavers) – 2:45
11. "I Need Love" (Sam Phillips) – 4:14
12. "I Just Wasn't Made For These Times" (Brian Wilson, Tony Asher) – 3:04
13. "Breathe" (John Mallory, Leigh Nash, Michelle Tumes) – 4:07
14. "Brighten My Heart" – 4:40
15. "Angeltread" – 3:28
16. "Within A Room Somewhere" – 5:06
17. "Trust" – 3:23
18. "Kiss Me" (Japanese Version)" – 3:18

### Versione non Statunitense
1. "Kiss Me"" – 3:30
2. "Loser Like Me" – 3:35
3. "Need To Be Next To You" (Diane Warren) – 4:09
4. "Breathe" (John Mallory, Leigh Nash, Michelle Tumes) – 4:07
5. "Dancing Queen" (Stig Anderson, Benny Andersson, Björn Ulvaeus) – 4:04
6. "Melody of You" – 4:52
7. "I Can't Catch You" – 4:14
8. "I Just Wasn't Made For These Times" (Brian Wilson, Tony Asher) – 3:04
9. "There She Goes" (Lee Mavers) – 2:45)
10. "Don't Dream It's Over" (Neil Finn) – 4:04
11. "I Need Love" (Sam Phillips) – 4:14
12. "Breathe Your Name" – 3:58
13. "Us" – 4:24
14. "The Ground You Shook" – 4:20
15. "Too Far Gone" – 6:39
16. "Waiting on the Sun" (Ron Aniello, Jason Wade) – 2:54
17. "Brighten My Heart" – 4:40
18. "Trust" – 3:23
19. ""Kiss Me" (Japanese Version)" – 3:18